# Габріель Кастільйо
Габріель Кастільйо (ісп. Gabriel Castillo, 24 квітня 2001) — болівійський плавець.
Учасник Олімпійських Ігор 2020 року, де в попередніх запливах на дистанції 100 метрів на спині посів 39-те місце і не потрапив до півфіналів.